# Waldheimia glabra
Waldheimia glabra là một loài thực vật có hoa trong họ Cúc. Loài này được (Decne.) Regel miêu tả khoa học đầu tiên.